# يورغن ماي
يورغن ماي (بالألمانية: Jürgen May)‏ (و. 1942  م) هو منافس ألعاب قوى من ألمانيا، وألمانيا الشرقية، ولد في نوردهاوزن، شارك في ألعاب قوى في الألعاب الأولمبية الصيفية 1964 – رجال 1500 متر ‏، وألعاب قوى في الألعاب الأولمبية الصيفية 1972 – رجال 5000 متر ‏.

## روابط خارجية
- يورغن ماي على موقع أوليمبيديا (الإنجليزية)